# Чоргунский район
Чоргу́нский райо́н (крымскотат. Çorğuna rayonı) — упразднённая административно-территориальная единица Крымской АССР. Был выделен в составе Севастопольского округа при образовании Крымской АССР 18 октября 1921 года. Райцентр — село Чоргун. Также в состав района входили: сёла, каждое из которых образовывало собственный сельсовет:
- Ай-Тодор с населением 981 чел.;
- Алсу — 175 чел.;
- Инкерман — 1080 чел.;
- Кара-Куба — 94 чел.;
- Кучки — 400 чел.;
- Узенбашик — 530 чел.;
- Уппа — 600 чел.;
- Шули — 1260 чел.

Учитывая жителей Чоргуни — 1244 человека, район, на момент образования, населяло 6364 жителя. 16 октября 1923 года решением Севастопольского окружкома Чоргунский район был ликвидирован, образованы укрупнённые сельсоветы в составе вновь созданного Севастопольского района.